# شعار ليسوتو
أعتمد شعار ليسوتو الحالي في يوم 4 أكتوبر - تشرين الأول من سنة 2006 م .